# NGC 5040/2
NGC 5040/2 је лентикуларна галаксија у сазвежђу Ловачки пси која се налази на NGC листи објеката дубоког неба.
Деклинација објекта је + 51° 16' 24" а ректасцензија 13h 13m 30,7s. Привидна величина (магнитуда) објекта NGC 5040 износи 15,0 а фотографска магнитуда 16,0. NGC 50402 је још познат и под ознакама NPM1G +51.0230, PGC 3087263.